# David Kleijwegt

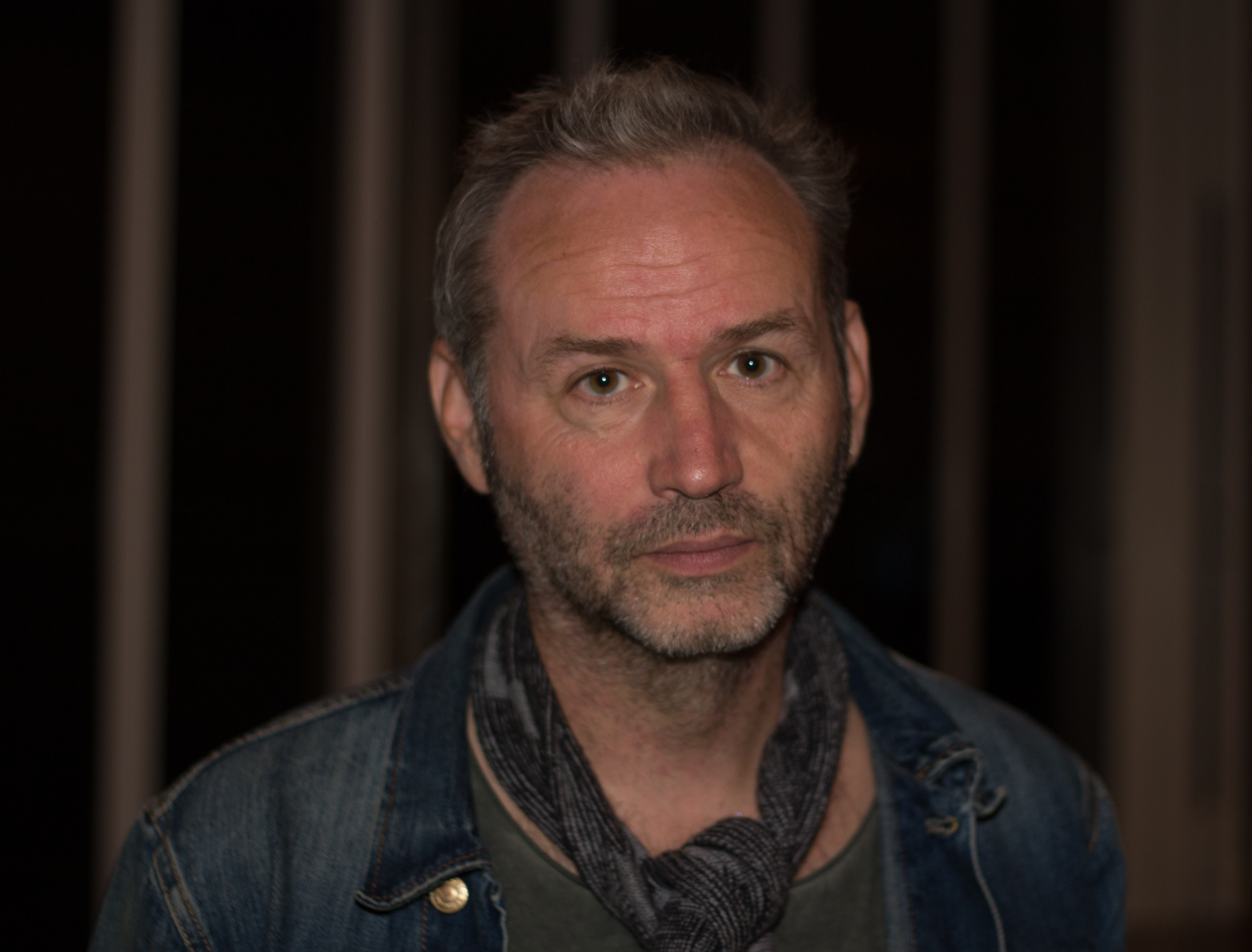
David Kleijwegt, 2015

David Kleijwegt (Rotterdam, 1965) is een Nederlands programmamaker (van onder andere documentaires) voor de VPRO (onder andere voor 2Doc en Het uur van de wolf) en voormalig pop-recensent van het Algemeen Dagblad.
In 1996 won hij de Pop Pers Prijs en in 2012 samen met Sander Donkers de Jip Golsteijn Journalistiekprijs. Sinds 2000 schrijft Kleijwegt voor Vrij Nederland. Bij de VPRO was hij onder meer regisseur en eindredacteur van Wintergasten en Boeken op reis, met presentator Wim Brands. Met Bram Vermeulen maakte hij de reisseries De Trek en Sahara. In 2018, 2020 en 2022 was hij regisseur en samensteller van De kijk van Koolhoven. In 2019 verscheen zijn lange documentaire De Race, over nanowetenschapper Leo Kouwenhoven en zijn ambitie een quantumcomputer te bouwen. Kleijwegt levert ook regelmatig bijdragen aan Andere Tijden Sport, onder meer de documentaire WILLEM, over voetballer Willem van Hanegem en Kein Geloel, over trainer Ernst Happel. Op 28 januari 2020 ging de documentaire Mister Soul - A story about Donny Hathaway in première tijdens het International Film Festival Rotterdam. Op 25 april 2022, de dag dat Johan Cruijff 75 jaar zou zijn geworden, was Kleijwegts documentaire JC te zien, een psychologisch portret over Nederlands bekendste voetballer aller tijden. Net als WILLEM is JC gemaakt met louter bestaand beeld- en geluidsmateriaal. 